# 4. Sinfonie (Mozart)
Die Sinfonie D-Dur Köchelverzeichnis 19 komponierte Wolfgang Amadeus Mozart im Jahr 1765. Nach der Zählweise der Alten Mozart-Ausgabe trägt sie die Nummer 4.

## Allgemeines

Der junge Mozart im Jahr 1763

Die Sinfonie komponierte der neunjährige Mozart 1765 im Rahmen der Reise nach London (siehe bei KV 16). Auf Anregung vom Vater Leopold Mozart beschäftigte sich Wolfgang intensiv mit den Sinfonien der Zeitgenossen (z. B. Carl Friedrich Abel, Johann Christian Bach, Johann Gottfried Eckard, Hermann Friedrich Raupach), was sich in der Struktur von KV 19 widerspiegelt.

## Zur Musik
Besetzung: zwei Hörner in D, zwei Oboen, zwei Violinen, Viola, Cello, Kontrabass. In zeitgenössischen Orchestern war es zudem üblich, auch ohne gesonderte Notierung Fagott und Cembalo zur Verstärkung der Bass-Stimme bzw. als Continuo einzusetzen.
Aufführungsdauer: ca. 14 Minuten.
Bei den hier benutzten Begriffen in Anlehnung an die Sonatensatzform ist zu berücksichtigen, dass dieses Schema in der ersten Hälfte des 19. Jahrhunderts entworfen wurde (siehe dort) und von daher nur mit Einschränkungen diese Sinfonie übertragen werden kann. Die Sätze entsprechen noch mehr der zweiteiligen Form, bei der der zweite Satzteil als modifizierter Durchlauf des ersten („Exposition“) angesehen wird. – Die hier vorgenommene Beschreibung und Gliederung der Sätze ist als Vorschlag zu verstehen. Je nach Standpunkt sind auch andere Abgrenzungen und Deutungen möglich.

### Erster Satz: Allegro
D-Dur, 4/4-Takt, 78 Takte
Der Satz wird von einer Fanfare (Takt 1–8) aus gebrochenem D-Dur – Dreiklang mit punktiertem Rhythmus eröffnet, die damals v. a. von Posthörnern und Militärtrompeten verwendet wurde:
Die Audiowiedergabe wird in deinem Browser nicht unterstützt. Du kannst die Audiodatei herunterladen.
Sie kehrt im weiteren Satzverlauf nicht wieder. Ein Überleitungsteil folgt von Takt 9 bis 21 mit viel Tremolo in den beiden Violinen, Akkorden in den Bläsern sowie Läufen und gebrochene Akkorden im punktierten Rhythmus bei Viola und Bass. Einen ähnlichen Aufbau von Anfangsthema und Überleitung benutzt Mozart in der Sinfonie KV 43, dort aber etwas differenzierter. Das „zweite Thema“ im Piano mit mehr motivartigem Charakter setzt auf der Doppeldominante E-Dur ein und leitet dann erst zur Dominante A über. Nicht scharf abgesetzt dazu ist der folgende Überleitungsabschnitt, von dem die Takte 30–33 in a-Moll mit Synkopen hervorzuheben sind. Die Takte 38 bis 46 mit Akkordfolgen und Trillern können als Schlussgruppe angesehen werden. Der erste Satzteil („Exposition“) endet in Takt 46 auf der Dominante A, wird aber nicht wie sonst üblich wiederholt, sondern geht mit einer Synkope auf dem unvermuteten Ais direkt weiter.
Der zweite Satzteil beginnt mit einer überleitungsartige Passage mit Läufen im Bass und darübergelegtem Tremolo / Akkorden. In Takt 60 setzt das zweite Thema ein, dass nun von A-Dur zu D-Dur moduliert. Es folgt von Takt 70–78 die Schlussgruppe.
Insgesamt hat dieser Satz durch sein Tempo, die Fanfare und das Fehlen melodischer Themen einen marschartigen, teilweise auch ouvertürenartigen Charakter. Er wird als Ganzes wiederholt.

### Zweiter Satz: Andante
G-Dur, 2/4-Takt, 45 Takte
Die Oboen schweigen in diesem Satz mit pastoralem Charakter. Das erste Thema (Takt 1–8) enthält im Vordersatz ein punktiertes Motiv, im Nachsatz charakteristische Zweiunddreißigstel-Triolen in der 1. Violine. Diese Triolen sind für den gesamten Satz kennzeichnend und treten ansonsten insbesondere bei den anderen Streichern auf.
Ohne Überleitung beginnt nun das „zweite Thema“ (Takt 8–12) in der Dominante D-Dur, das allerdings lediglich aus einem Motiv mit Halbtonschritt in der 2. Violine und Viola besteht, während 1. Violine und Hörner darüber eine Oktave auf A halten. Bis zum Ende der „Exposition“ in Takt 19 folgt die durch Triolen geprägte Schlussgruppe. Es schließt sich bis Takt 26 ein kurzer „Durchführungs“-Teil an, in dem der Vordersatz vom ersten Thema einmal in allen Streichern erklingt. Mit diesem Vordersatz setzt auch in Takt 27 die Reprise in der Tonika G-Dur ein. Im zweiten Thema wird dann über e-Moll und D-Dur wieder nach G-Dur moduliert, in der dieser Satz mit der Schlussgruppe endet.
Zaslaw meint, dass „das Jodeln der Melodien und die brummende Begleitung“ an Leierkasten und Dudelsack erinnern sollen.

### Dritter Satz: Presto
D-Dur, 3/8-Takt, 106 Takte
Das erste Thema ist im Vordersatz durch die vierfache, energische Tonwiederholung von D im Unisono und Forte geprägt:
Die Audiowiedergabe wird in deinem Browser nicht unterstützt. Du kannst die Audiodatei herunterladen.
Der Nachsatz mit punktiertem Motiv wird echohaft im Piano wiederholt. Die Überleitung (Takt 13–20) besteht aus einer Abfolge von Akkorden, Trillern und Tremolo. Bemerkenswert ist hier der schnelle Wechsel in der Dynamik (piano – forte), z. T. auch versetzt in den Instrumenten. Für das zweite Thema in der Dominante A-Dur, das unüblicherweise im Forte vorgetragen wird, benutzt Mozart ein Motiv, bei dem sich 2. Violine und Bass mit kurzen Floskeln aus jeweils drei Tönen abwechseln. Das Motiv wird im Piano wiederholt, nun aber mit der 1. statt der 2. Violine und unter Beteiligung der Viola. Die Schlussgruppe (Takt 29–42) enthält Staccato-Abwärtsläufe auf A, ganz zum Schluss des ersten Satzteils („Exposition“) kommt noch einmal die vierfache Tonwiederholung wie am Anfang, nun aber auf A.
Nach dem kurzen Überleitungsteil mit abgesetzter Terzbewegung im Piano (Takt 43–50) folgt von Takt 50–84 ein „Durchführungs“-Abschnitt, in welchem der Vordersatz vom ersten Thema und das zweite Thema verarbeitet werden (erstes Thema: Sequenzierung nach e-Moll, später Modulierung nach h-Moll; zweites Thema: Modulierung nach h-Moll). Anschließend setzt das zweite Thema in der Tonika D-Dur ein (Takt 85), gefolgt von der Schlussgruppe (Takt 93–106). Der Satz endet mit der vierfachen Tonwiederholung im Unisono.